# Admissions
Admissions è un film del 2004 diretto da Melissa Painter.
È un film drammatico statunitense con Lauren Ambrose, Amy Madigan e Christopher Lloyd.

## Produzione
Il film, diretto da Melissa Painter su una sceneggiatura e un soggetto di Dawn O'Leary (tratto da un suo precedente lavoro teatrale), fu prodotto da John O'Rourke e Annette Vait per la Curb Entertainment e la Luminous Entertainment. Il titolo di lavorazione fu Island of Brilliance.

## Distribuzione
Il film fu distribuito negli Stati Uniti nel 2004 dalla Hart Sharp Video.
Altre distribuzioni:
- negli Stati Uniti il 16 ottobre 2004 (Woodstock Film Festival)
- in Ungheria il 6 giugno 2006 (Testvérem versei)
- in Polonia (Zbuntowana nastolatka)